# Língua eblaíta
O Eblaita é uma língua extinta, talvez do grupo oriental das línguas semíticas, que foi falada no III milênio AC na antiga cidade de Ebla, na atual Síria. Está considerada como a mais antiga língua semítica com registo escrito.
A língua, estreitamente ligada com a língua acádia, é conhecida pela existência dumas 17.000 tábuas em escrita cuneiforme, que foram encontradas entre 1974 e 1976 nas ruínas da cidade de Ebla (Tell Mardikh). As tábuas foram traduzidas inicialmente pelo epigrafista italiano Giovanni Pettinato.